# Ogilvie Transportation Center
Le Richard B. Ogilvie Transportation Center est un terminal de chemin de fer du centre-ville de Chicago. La gare se situe dans le secteur de Near West Side, aux étages inférieurs du Citigroup Center, entre Randolph Street et Madison Street et entre Canal Street et Clinton Street à proximité du quartier de Wolf Point.
Trois lignes du réseau Metra desservent le terminal en suivant les anciens tracés commerciaux de la Chicago & Northwestern et 37 500 passagers transitent chaque jour.

## Son Histoire
L'Ogilvie Transportation Center est assez récent mais il trouve ses origines en 1911 lorsque la Chicago and North Western Railway a construit le Chicago and North Western administration station en 1911 afin remplacer son précédent terminal de Wells Street.

### Chicago and North Western Administration Station (1911)

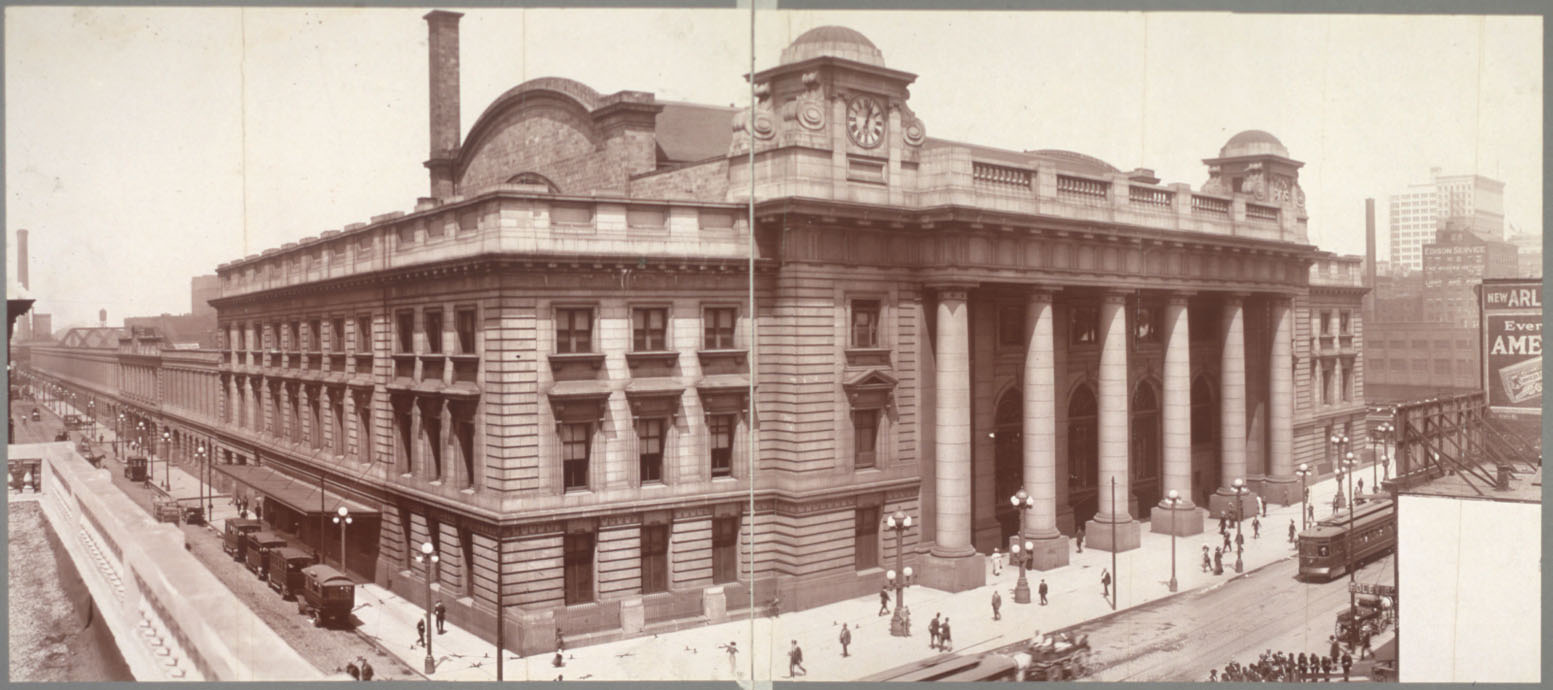
photo du Chicago and North Western Administration Station en 1912

La nouvelle station, dans le style néo-Renaissance, a été conçue par Frost & Granger, (qui furent également les architectes LaSalle Street Station en 1903).
Six voies furent construites au niveau de la rue avec un terminal à 16 quais. Le niveau au-dessus des quais abritait le hall et d'autres installations pour les passagers interurbains. Le hall était une imposante salle d'attente de 34 mètres de long sur 64 mètres de large et d'une hauteur de 26 mètres sous les voûtes de la station. Un deuxième hall se trouvait au bout des quais pour les navetteurs en attente d'une correspondance.
Pendant l'âge doré du transport ferroviaire, le Chicago and North Western administration station a été le foyer de la Chicago & Northwestern qui abritait les trains vers Milwaukee, Minneapolis, Madison et autres villes du nord du Midwest.
Jusqu'en 1955, il fut aussi le terminus des trains de la Pacific Union vers d'autres grandes villes américaines comme San Francisco par exemple.

### La construction duCitigroup Center(1984)
En 1984, le bâtiment principal de 1911 fut rasée et remplacée par une tour d’acier et de verre de 42 étages baptisée Citigroup Center.
Les travaux furent terminés trois ans plus tard en 1987.

### La rénovation de la gare (1991)

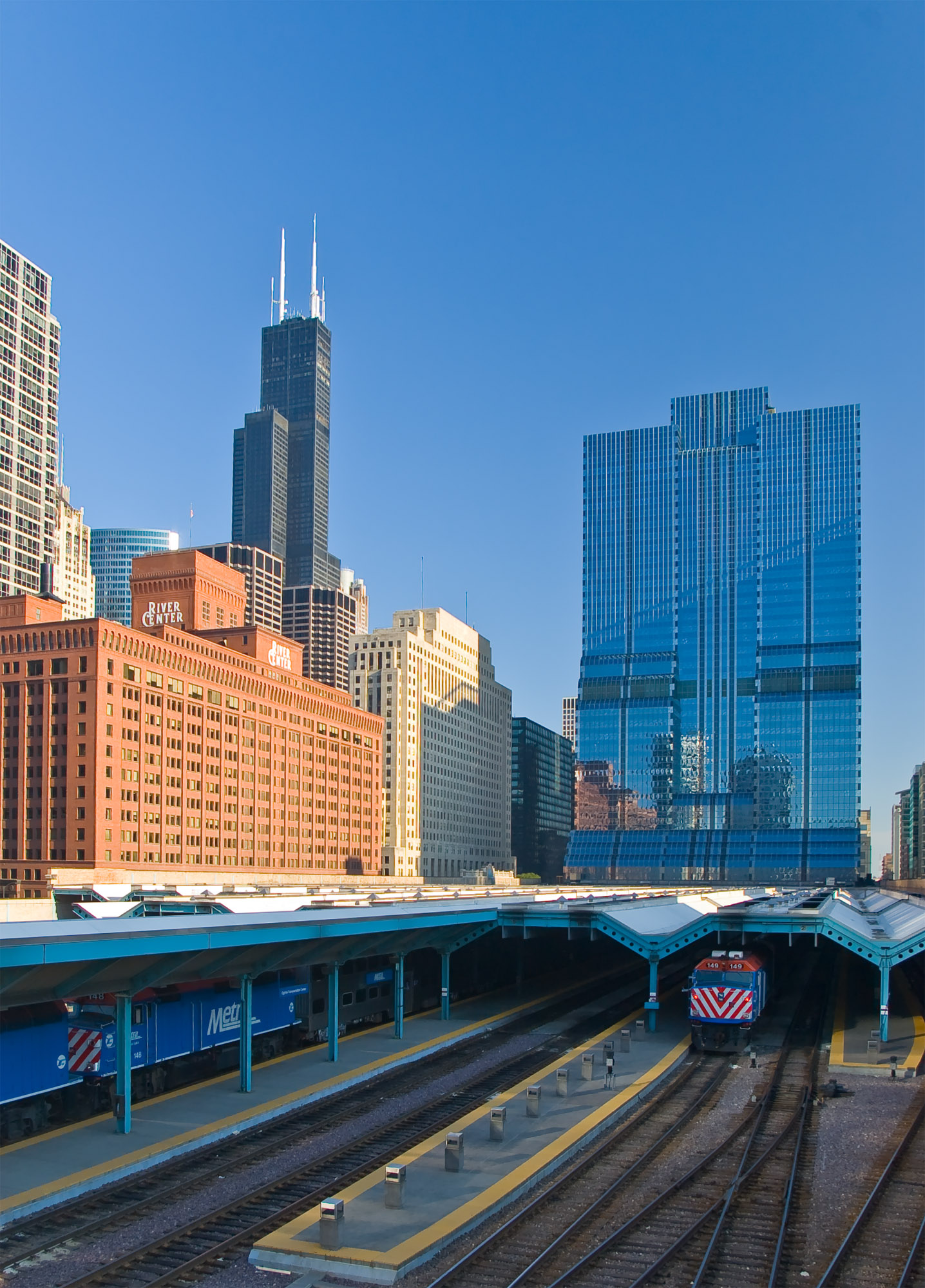
L'Ogilvie Transportation Center avec le Citigroup Center dans le fond

En 1991, le Metra racheta les voies de la gare. Une étude fut menée afin d’examiner les aménagements nécessaires à la réhabilitation de la gare aux normes des trains à grands gabarits du Metra. L'étude terminée, il fut décidé par le Metra, le Urban Mass Transportation Administration et le ministère des Transports de l'Illinois de complètement réhabiliter la gare. Le cahier des charges fut déterminé et les travaux purent commencer en 1992 grâce à un financement fédéral.
La réhabilitation de la gare fut un véritable défi technique car tout au long des travaux, le trafic fut maintenu et la gare continuait d'assurer le déplacement quotidien de 45 000 passagers pendant le projet.
Les travaux comprenaient notamment l'élimination des peintures au plomb d'origine, le remplacement complet des 16 voies de circulation (parcourues chaque jour par 200 trains), la construction d'un auvent en acier neuf, la restructuration complète de la maçonnerie extérieure, le renouvellement des installations électriques, de la plomberie et la construction d'un nouveau parvis pour les passagers. Cette réhabilitation dura quatre ans et coûta 138 millions de dollars : plus de 60 entrepreneurs et 800 000 heures de travail furent nécessaires.

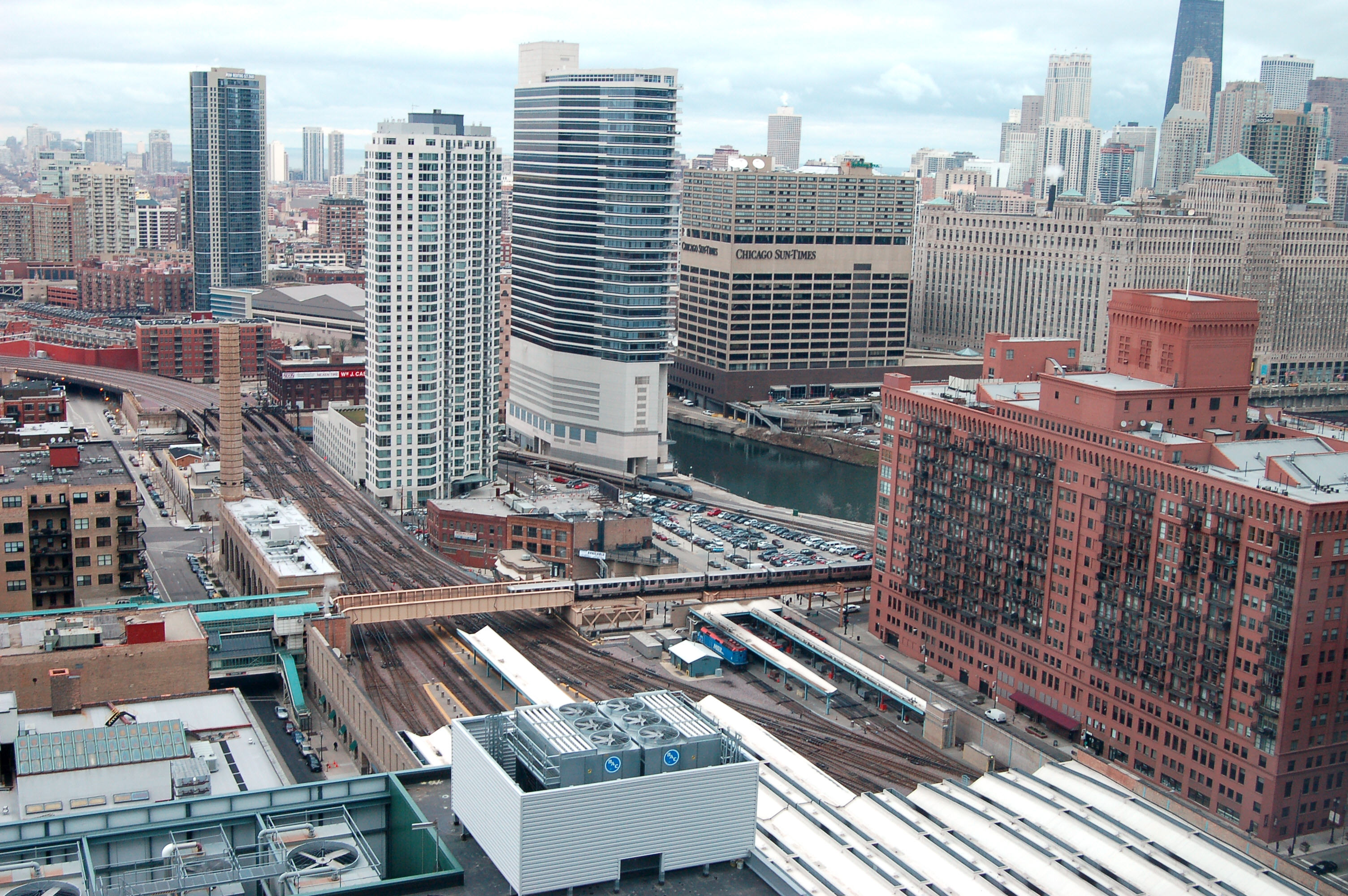
Les voies de l'Ogilvie Transportation Center et le quartier de Wolf Point.

La station a été rebaptisée Ogilvie Transportation Center en 1997, deux ans après que la Chicago & Northwestern eut fusionné dans l'Union Pacific Railroad et la création du Metra. La station a été nommée ainsi en l'honneur de Richard B. Ogilvie, membre du conseil de la Milwaukee Road et qui en tant que gouverneur de l'Illinois, créa la RTA, l'agence qui gère le Metra (RER) et la CTA (métro et bus urbains).
La gare reste néanmoins connue familièrement des navetteurs comme le terminal du nord-ouest de Chicago.

## Les correspondances

### Chicago Transit Authority
Les connexions vers le bus de la Chicago Transit Authority (CTA) sont possibles sur Madison Street ou sur Washington Boulevard via le Citigroup Center ou via les voies entre Washington Boulevard et Randolph Street grâce aux entrées de Canal street et Clinton street.
1. 14 Jeffery Express
2. 19 United Center Express
3. 20 Madison (Owl Service - Service de nuit)
4. X20 Madison Express
5. 38 Ogden / Taylor
6. 56 Milwaukee
7. 60 Blue Island / 26th (Owl Service - Service de nuit)
8. 120 Ogilvie / Wacker Express
9. 122 / Illinois Center / Ogilvie Express
10. 124 Navy Pier
11. 125 Water Tower Express
12. 126 Jackson
13. 128 Soldier Field Express (jours de match / concerts majeurs seulement)
14. 129 West Loop / South Loop
15. 130 Museum Campus (service estival seulement)
16. 157 Streeterville
17. 192, University of Chicago Hospitals Express

### Métro de Chicago
L'Ogilvie Transportation Center n’est pas en connexion directe avec le métro de Chicago (‘L’) mais une correspondance est possible à pieds, en marchant 3 blocs vers le nord à la station Clinton où s’arrêtent les lignes verte et rose.